# Mario Alberto Molina Palma
Mario Alberto Molina Palma OAR (ur. 13 października 1948 w Panamie) – panamski duchowny katolicki, pracujący w Gwatemali, arcybiskup Los Altos, Quetzaltenango–Totonicapán w latach 2011-2024

## Życiorys

### Prezbiterat
Święcenia kapłańskie otrzymał 29 czerwca 1975 w Zgromadzeniu Rekolektów Augustiańskich. Pracował jako wykładowca w Walencji oraz w stolicy Gwatemali. Był także delegatem prowincjalnym zakonu oraz sekretarzem pomocniczym w gwatemalskiej Konferencji Episkopatu.

### Episkopat
29 października 2004 papież Jan Paweł II mianował go biskupem diecezji Quiché. Sakry biskupiej udzielił mu 22 stycznia 2005 ówczesny biskup Jalapy - Julio Edgar Cabrera Ovalle.
14 lipca 2011 papież Benedykt XVI mianował go arcybiskupem metropolitą Los Altos, Quetzaltenango–Totonicapán. Urząd objął w dniu 17 września 2011.
W latach 2012–2017 był wiceprzewodniczącym Konferencji Episkopatu Gwatemali.
10 grudnia 2024 papież Franciszek przyjął jego rezygnację z urzędu arcybiskupa metropolity Los Altos, Quetzaltenago-Totonicapán. 